# Новомиколаївка (Гуляйпільська міська громада)
Новомикола́ївка — село в Україні, у Гуляйпільській міській громаді Пологівського району Запорізької області. Населення становить 457 осіб (2001). До 2017 року орган місцевого самоврядування — Новомиколаївська сільська рада.

## Географія
Село Новомиколаївка розташоване за 121 км від обласного центру, 45 км від Пологи та 21 км від адміністративного центру міської громади, на лівому березі річки Янчул, вище за течією на відстані 3 км розташоване село Полтавка, нижче за течією примикає село Успенівка, на протилежному березі — село Нововасилівське.

## Історія
Село засноване у 1802 році під первинною назвою Расея.
З 7 березня 1923 року село перебувало у складі Гуляйпільського району.
30 жовтня 2017 року,  в ході децентралізації, Новомиколаївська сільська рада об'єднана з іншими населеними пунктами у Гуляйпільську міську громаду.
12 червня 2020 року, відповідно до розпорядження Кабінету Міністрів України № 713-р «Про визначення адміністративних центрів та затвердження територій територіальних громад Запорізької області», увійшло до складу Гуляйпільської міської громади.
19 липня 2020 року, у результаті адміністративно-територіальної реформи та ліквідації Гуляйпільського району, село увійшло до складу Пологівського району.

## Населення
Відповідно з переписом УРСР 1989 року чисельність наявного населення села становила 436 осіб, з яких 206 чоловіків та 230 жінок.
За переписом населення України 2001 року в селі мешкало 457 осіб.

## Мова
Розподіл населення за рідною мовою за даними перепису 2001 року:
| Мова       | Відсоток |
| ---------- | -------- |
| українська | 96,06 %  |
| російська  | 2,84 %   |
| білоруська | 1,09 %   |

## Економіка
- ТОВ «Надія».

## Об'єкти соціальної сфери
- Середня загальноосвітня школа.
- Будинок культури.